# Gli Atroci
Gli Atroci sono una band heavy metal demenziale di Bologna attiva dal 1995, considerata fra i gruppi italiani più famosi di metal parodistico.

## Storia
Formatisi nel 1995 a Bologna, dopo due demo La capra vagante (1995) e L'era del Metallo Bianco (1996) autoprodotte e numerose esibizioni live, pubblicano nel 1999 il loro primo album omonimo a cui collabora anche Freak Antoni. Nel 2004 pubblicano il loro secondo album L'armata del metallo che vede la collaborazione di Pino Scotto.
Il 15 luglio 2011 scompare Oscar Bandiera, che con lo pseudonimo de l'Orrendo Maniscalco aveva suonato il basso con la band fin dagli esordi. La band decide di continuare l'attività live, in memoria dell'amico scomparso, anche se riducendo il numero dei concerti e senza più pubblicare nuovi album.
Nel 2019, dopo 10 anni dall'ultima uscita, annunciano un nuovo album, del quale a novembre è disponibile in anteprima il video del singolo Probably Risk To Die!

## Stile musicale
Le canzoni dei Gli Atroci ironizzano sul mondo dell'heavy metal, esasperando i cliché del genere, sia attraverso i testi, che negli atteggiamenti nei live. Lo stesso look dei musicisti è ispirato al make up utilizzato da alcuni gruppi metal come i Kiss o i Lordi.
Sebbene i loro brani non possano essere considerati delle cover vere e proprie, in quasi tutte le canzoni sono presenti citazioni relative a brani più o meno famosi. Alcune di esse, invece, più che a un brano, si ispirano al tipico sound di un gruppo: per esempio, il brano Pennellen è ispirato ai Rammstein ed è cantato in tedesco maccheronico.

## Formazione

### Formazione attuale
- Il Profeta (Claudio Venturi) - voce
- La Bestia Assatanata (Alberto Bergonzoni) - chitarra
- L'Orco Cattivo (Michele Panepinto) - batteria
- Il Nano Merlino (Michele Catalano) - cori e coreografie (voce solista in Pennellen)
- Il Boia Malefico (Denis Borgatti) - cori, tastiere[8] e coreografie (voce solista in Nemico dell'igiene e Questo amore è come un cero)
- L'Oscuro Alchimista (Luca Nicolasi) - basso
- L'Infame Crociato (Michele Di Lauro) - chitarra

### Ex componenti
- Il Fabbro Satanico - batteria fino al 27 agosto 2001
- Il Feroce Macellaio - batteria da 12 febbraio 2002 al 20 settembre 2002 e da giugno 2003 a settembre 2003
- Il Figlio ed il Clone del Feroce Macellaio - batteria - da novembre 2002 a giugno 2003
- Il Professor Tetro (Pierpaolo Barbacci) - tastiera - Fino a ottobre 2005
- L'Orrendo Maniscalco (Oscar Bandiera) - basso, deceduto il 15 luglio 2011[9]
- Il Diabolico Orfanello - cori
- In passato c'erano due ulteriori interpreti del Boia Malefico (Luigi Salerno e Davide Passarini) - cori
- Il Vichingo Maledetto (Emanuele Boselli) - basso (dal 31 luglio 2011 al 2015)[10]
- Il Trucido Assassino (Dado Neri[11]) - basso (dal 2015 al 2017)
- Il Lurido Cavernicolo (Luca Martelli[12]) - batteria

## Discografia
Album in studio
- 1999 - Gli atroci
- 2004 - L'armata del metallo
- 2009 - Metallo o morte
- 2019 - Metal pussy

Raccolte
- 2022 - I Grandi insuccessi, vol. 666

EP
- 2024 - Riesumazioni

Demo
- 1995 - La capra vagante
- 1996 - L'era del metallo bianco